# Aztekium ritteri
Aztekium ritteri este o specie de cactus, din genul Aztekium. Specia este originară și endemică din Mexic .           

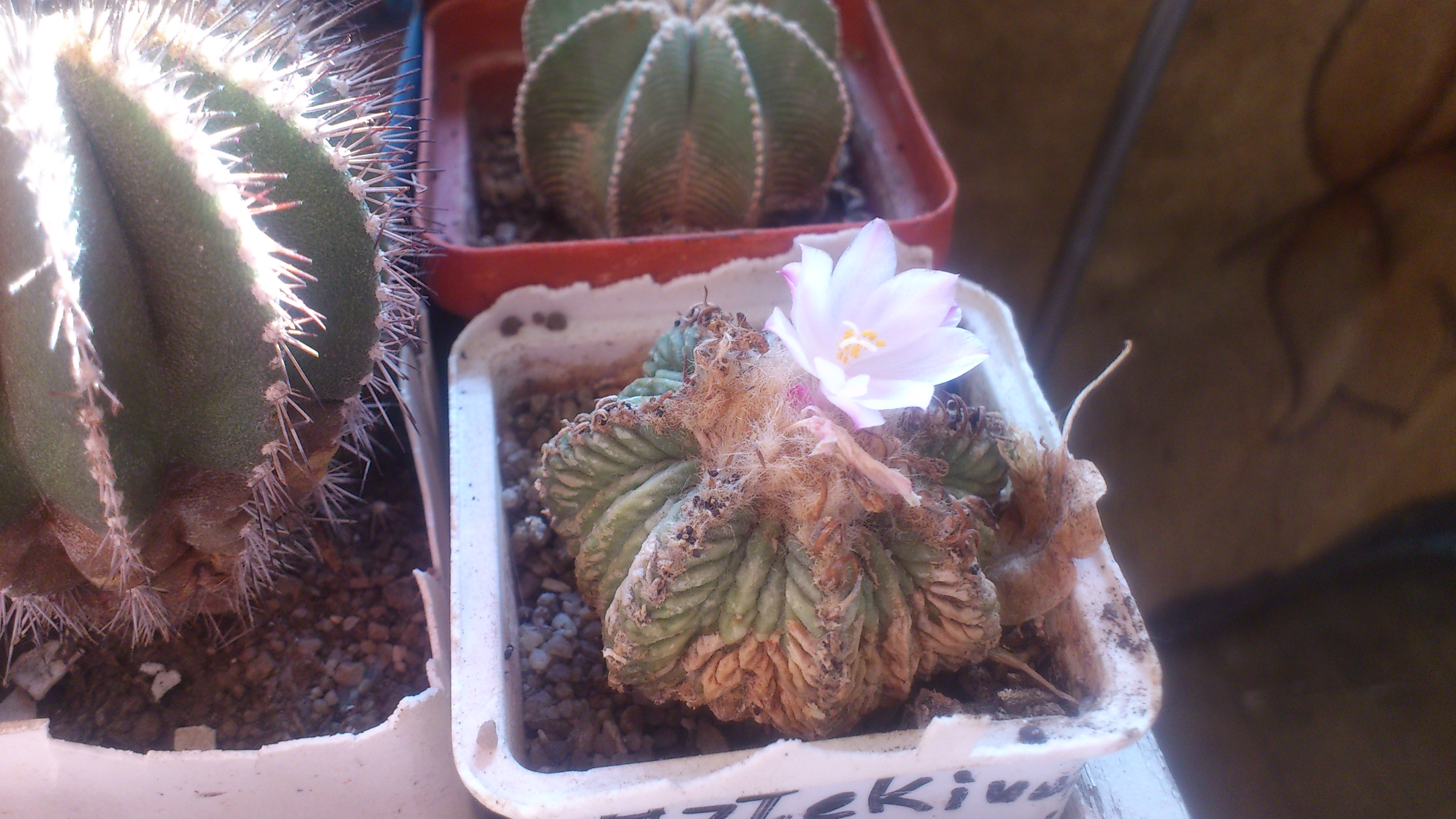
Aztekium ritteri în floare

În Mexic, Aztekium ritteri este numit "Peyotillo". Însă, deși conține N-metiltiramină, hordenină, anhalidină, mescalină, pellotină și 3-metoxitiramină, nu sunt cunoscute informații etnobotanice care să ateste folosirea acestora de către indienii nativi.          

## Înflorirea
Aztekium ritteri infloresc pe tot parcursul verii, producând o abundență de flori albe și roz de dimensiuni mai puțin de un centimetru în diametru. Frictele sunt de culoare roz și se deschid atunci când se coc, producând semințe mici. 